# Lee Bul
Lee Bul  (koreanisch 이불, * 1964 in Yeongju, Gyeongsangbuk-do) ist eine südkoreanische bildende, Installations- und Performance-Künstlerin der Gegenwart. Sie wird zu den bedeutendsten koreanischen Künstlerinnen ihrer Generation gezählt und hat für ihr formal erfinderisches und intellektuell provokantes Werk große internationale Anerkennung erfahren.

## Leben
Lee Bul wuchs als Tochter zweier Aktivisten in einem politisch engagierten Umfeld inmitten turbulenter gesellschaftlicher Veränderungen auf. Sie absolvierte 1987 einen BFA (Bachelor in Fine Arts) in Bildhauerei an der Hongik University in Seoul. In den 1980er-Jahren war sie Gründungsmitglied von Museum, einem Kollektiv von Künstlerinnen, Performerinnen und Musikerinnen aus der Offszene. Mitte der 1990er-Jahre erlangte Lee Bul zunehmend mit ihren provokanten Arbeiten Bekanntheit und wurde 1997 eingeladen, ihre Installation Majestic Splendor in der Galerie Projects des Museum of Modern Art in New York zu zeigen. Kurze Zeit später, 1998, wurde sie für den Hugo Boss Prize der Solomon R. Guggenheim Foundation nominiert, wo sie ihre Cyborgs-Serie vorstellte, wodurch sie internationale Bekanntheit erlangte. 1999 wurde ihr eine Honorable Mention bei der 48. Biennale von Venedig für ihre Arbeiten im koreanischen Pavillon und der von Harald Szeemann kuratierten internationalen Ausstellung verliehen. Von 2001 bis 2003 war ihre Ausstellung Live Forever an acht nordamerikanischen Kunstinstitutionen zu sehen, darunter am San Francisco Art Institute, San Francisco, dem Fabric Workshop and Museum, Philadelphia, dem New Museum of Contemporary Art, New York und The Power Plant, Toronto. Es folgten zahlreiche Einzelausstellungen an internationalen Kunstmuseen und Galerien. 2014 wurde sie auf der 10. Gwangju Biennale mit dem Noon Award ausgezeichnet, der für experimentelle Arbeiten zum Thema der Biennale verliehen wird.
Lee Bul lebt und arbeitet in Seoul.

## Künstlerischer Werdegang
Die politische Situation in Südkorea der 1980er- und 1990er-Jahre beeinflussten stark Lee Buls Werdegang. Diese Jahre waren eine Phase des Übergangs von der Militärdiktatur zur Demokratie und der Entwicklung in Bezug auf Modernisierung und wirtschaftliche Stärke.
Nach ihrem Abschluss im Fach Bildhauerei an der Hongik University, Seoul, im Jahr 1987 verlagerte Lee Bul ihre künstlerische Praxis mit Performances aus dem Studio in den öffentlichen Raum. Mit diesen Arbeiten hinterfragte sie das Verständnis „weiblicher“ Schönheit sowie die Rolle der Frau in der Gesellschaft. Sie widersetzte sich den gängigen künstlerischen Konventionen, indem sie etwa bei Cravings (1989) monströse Formen aus weichem Stoff trug, aus denen tentakelartige Gliedmaßen herauswuchsen. Während der Performance Abortion (1989) hing sie fast zwei Stunden nackt und kopfüber, in ein Korsett eingeschnürt, und verwies auf das Elend der Durchführung einer – in Korea nach wie vor illegalen – Abtreibung.
Als Lee Bul Mitte der 1990er-Jahre mit ihrer bekannten Serie Cyborg (1997–2011) begann, wandte sie sich weitgehend von Performance-Arbeiten ab und erforschte mittels dreidimensionaler skulpturaler Arbeiten das Streben nach Perfektion durch die Verschmelzung von Mensch und Maschine. Die Posen der weiblichen Cyborgs erinnern an ikonische klassische Skulpturen wie die Venus von Milo, während ihre üppigen Proportionen typisch für die Darstellung westlicher Frauen in sexuell aufgeladenen japanischen Comics und Zeichentrickfilmen sind. Jeder Körper in dieser Serie ist jedoch in gewisser Weise unvollständig. Die fehlenden Köpfe oder Gliedmaßen deuten darauf hin, dass diese „perfekten“ Figuren noch in der Transformation begriffen sind. In Lee Buls späteren Arbeiten nimmt der Cyborg dunklere und komplexere Ausformungen an und verweist auf surrealistische Vorbilder. Diese extravaganten Hybriden aus lebendem Organismus und Maschine werden von Lee Bul als „anagrammatische Morphologien“ bezeichnet. Ihre Gemälde und Wandarbeiten aus Seide, Leder und Perlmutt wie Untitled (Silk Painting – Yellow), Untitled (Silk Painting – Black), Untitled (Mekamelencolia – Yellow velvet #1) und Untitled (Willing To Be Vulnerable – Velvet #6 DDRG24OC) zeugen von ihrem tiefen und langjährigen Interesse am Experimentieren mit organischen Materialien.
Lee Buls Auseinandersetzung mit Körpern führte unmittelbar zu ihrer Erforschung von Modellen utopischer Stadtlandschaften. 2005 begann sie Modelle zu entwerfen, die von modernistischen architektonischen Entwürfen inspiriert sind. Diese komplexen Skulpturen und verwandte Arbeiten auf Papier und Leinwand bilden eine fantasievolle Topographie utopischer Sehnsüchte und Misserfolge. Diese Topographien erscheinen wie ein Nach-außen-Stülpen früherer Arbeiten und werden zu einer Metapher für das vernetzte unterirdische Wurzelsystem unserer Städte, aber auch für Gesellschaften mit ihren utopischen Ideen. Lee Buls Visionen für eine ideale Gesellschaft sind unter anderem von den architektonischen Fantasien des deutschen Architekten Bruno Taut inspiriert, nicht zuletzt von seiner Alpinen Architektur (1919), in der Gebäude an riesige Bergketten erinnern. Es ist Lee Buls Interesse am Streben nach Perfektion, das diese visionären Landschaften mit ihren früheren Arbeiten verbindet.
Lee Buls spätere Arbeiten verweisen auf vielfältige kulturelle und intellektuelle Referenzen, von der Kritischen Theorie bis hin zu den dystopischen Traumwelten spekulativer Romane und Filme. Ihr Werk entwickelt sich von großformatigen Kompositionen wie Mon grand récit: Weep into stones …(2005), wo sie verschiedene utopische architektonische Visionen kollidieren lässt, hin zu immersiven Installationen, die unsere Wahrnehmung insbesondere durch den Einsatz von Spiegeln verändern. Ihre raumgreifenden Landschaften lassen sich als Mittler zwischen Architektur und Körper beschreiben und können vielfältige Formationen annehmen: utopische Stadtlandschaften und Kartografien; Texturen und Oberflächenstrukturen wie die unserer Haut; Verkörperungen der unablässigen Suche nach einem idealen Ort.
Mit der 2016 begonnenen Serie Perdu setzt Lee ihre Erkundung von Themen wie Utopie, Dystopie und dem menschlichen Dasein fort. Die Serie ist von Lees früheren Zeichnungen für die Cyborg-Skulpturen inspiriert, was sich in der Verschmelzung organischer Formen mit hybriden, humanoiden Gestalten zeigt. Die Werke zeichnen sich durch ihre komplizierte Verschmelzung organischer und industrieller Materialien aus. Lee verwendet Materialien wie Perlmutt, Lack, Holz und Acrylfarbe, wobei sie jedes Stück so bearbeitet, dass es sowohl Zerbrechlichkeit als auch Widerstandsfähigkeit ausstrahlt. Der Titel der Serie, Perdu, französisch für „verloren“, spielt auf die schwer fassbare Natur der Perfektion und die ständige Suche nach einem unerreichbaren Ideal an.

## Werke (Auswahl)
- Cravings (1989)
- Abortion (1989)
- Serie Cyborg (1997–2011)

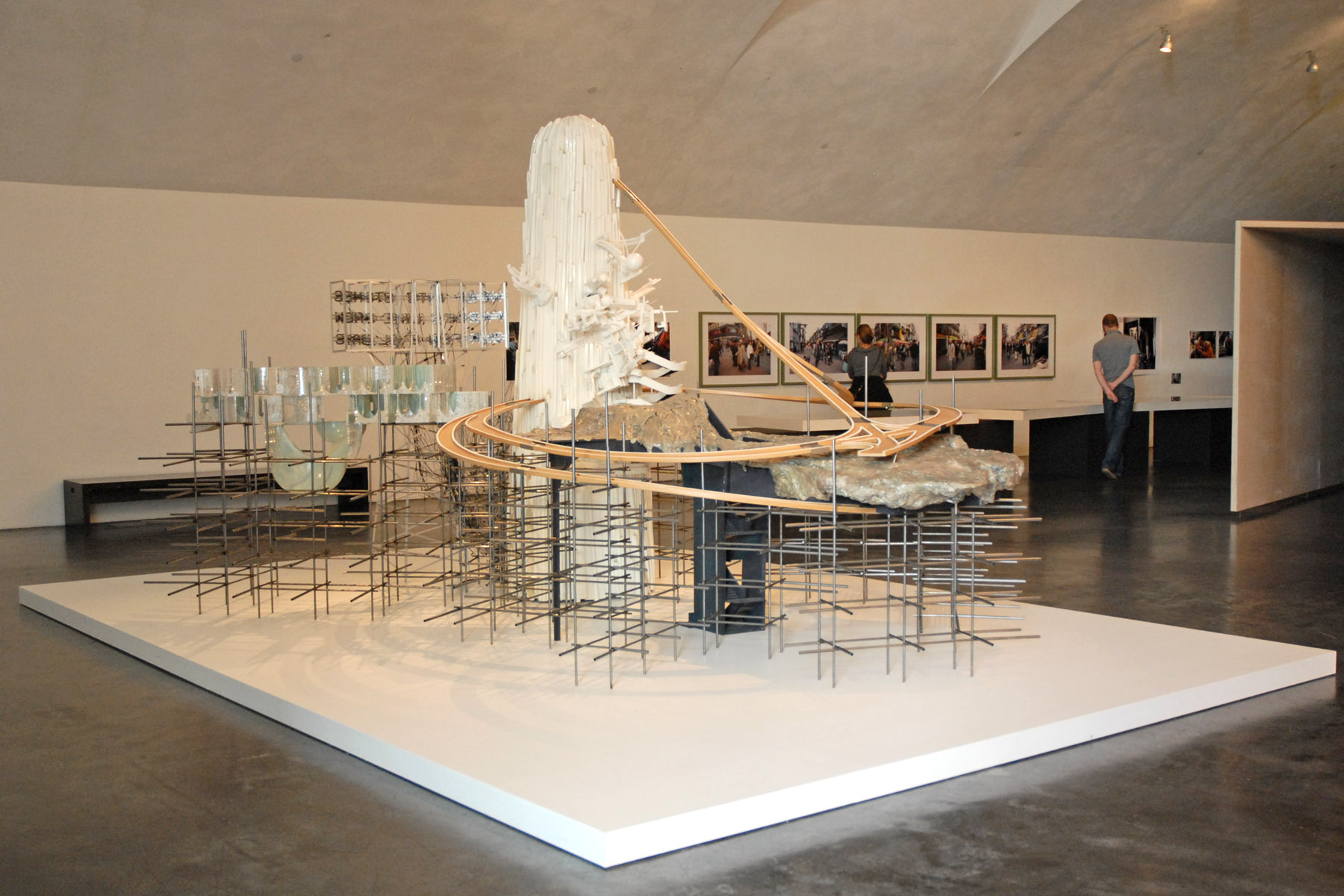
Mon Grand Recit: Weep into Stones (2005)

- Mon grand récit: Weep into stones …(2005)
- Bunker (M. Bakhtin) (2007/2012)
- Via Negativa (2012) und Via Negativa II (2014)
- Willing To Be Vulnerable – Metalized Balloon (2015–2016)
- Scale of Tongue (2017–2018)

## Auszeichnungen (Auswahl)
- Hugo Boss Prize (1998)[5]
- 48. Venice Biennale Art Exhibition (1999)[6]
- 13. Korea Seok ju Kunstpreis (2002)[7]
- 10. Korea Gwangju Biennale, Noon Award (2014)[8]
- French Order of Arts (2016)[9]
- Ho-Am-Preis (2019)

## Ausstellungen (Auswahl)

### Einzelausstellungen
- MAC, Musée d’Art Contemporain, Marseille (2002)
- Le Consortium, Dijon (2002)
- Museum of Contemporary Art, Sydney (2004)
- Govett-Brewster Art Gallery, New Plymouth, Neuseeland (2005)
- Fondation Cartier pour l’art contemporain, Paris (2007)
- Mori Art Museum, Tokio (2012)
- Musée d’Art Moderne Grand-Duc Jean, Luxemburg (2013)
- National Museum of Modern and Contemporary Art, Seoul (2014)
- Ikon Gallery, Birmingham (2014)
- Espai d’art contemporani de Castelló, Spanien (2015)
- Musée d’art Moderne et Contemporain de Saint-Etienne Métropole (2015)
- Palais de Tokyo, Paris (2015)
- Vancouver Art Gallery (2015)
- Art Sonje Centre, Seoul (1998, 2012 und 2016)
- Gropius Bau, Crash, Berlin (2018)[10]
- Utopia Saved, Manege, St. Petersburg, Russland (2019)[11]
- The Genesis Facade Commission: Lee Bul, Long Tail Halo, The Metropolitan Museum of Art, New York (2024)[12]

### Gruppenausstellungen
- Not Only Possible, But Also Necessary: Optimism in the Age of Global War, 10. Internationale Biennale von Istanbul (2007)
- Prospect 1: A Biennial for New Orleans, New Orleans (2008)
- Transformation, Museum für zeitgenössische Kunst, Tokio (2010)
- Invisible Cities, MASS MoCA, North Adams, Massachusetts (2012)
- Burning Down the House, 10th Gwangju Biennale, Gwangju, Korea (2014)
- Making Traces: Magda Cordell and Lee Bul, Tate Modern, London (2015)
- Storylines: Contemporary Art at the Guggenheim, Solomon R. Guggenheim Museum, New York (2015)
- The Future is already here – it’s just not very evenly distributed, 20th Biennale of Sydney (2016)